# Čtveřín
Čtveřín é um município da República Checa localizada no distrito de Liberec, região de Liberec.